# Nitrobarita
La nitrobarita és un mineral de la classe dels carbonats. Rep el seu nom de la seva composició química, sent un nitrat que conté bari.

## Característiques
La nitrobarita és un carbonat de fórmula química Ba(NO₃)₂. Cristal·litza en el sistema isomètric, formant cristalls octaèdrics i pseudoctaedrals, {111} i {111}, de fins a 4 mil·límetres. La seva duresa a l'escala de Mohs és 3.
Segons la classificació de Nickel-Strunz, la nitrobarita pertany a «05.N - Nitrats sense OH o H₂O» juntament amb els següents minerals: nitratina, nitre i gwihabaïta.

## Formació i jaciments
Va ser descoberta l'any 1882 a Xile, en una localitat no especificada. Sol trobar-se associada a wad.